# Trachelas uniaculeatus
Trachelas uniaculeatus is een spinnensoort uit de familie van de Trachelidae.
De wetenschappelijke naam van de soort werd in 1956 gepubliceerd door Joachim Schmidt.